# Козинцев, Александр Григорьевич
Алекса́ндр Григо́рьевич Ко́зинцев (род. 10 декабря 1946, Ленинград, СССР) — советский и российский антрополог. Доктор исторических наук, главный научный сотрудник отдела антропологии Музея антропологии и этнографии РАН (Кунсткамера), профессор кафедры проблем междисциплинарного синтеза в области социальных и гуманитарных наук Факультета свободных искусств и наук СПбГУ.
Сын кинорежиссёра Г. М. Козинцева, внук воздухоплавателя Ю. М. Древницкого (1868—1917). И. Г. Эренбург был женат на его тёте.

## Биография
В 1968 году окончил исторический факультет Ленинградского государственного университета (кафедра археологии). В 1968 году поступил в аспирантуру Института этнографии АН СССР, ныне Музей антропологии и этнографии РАН. В 1971 году защитил кандидатскую диссертацию «Антропологический состав и происхождение населения тагарской культуры» (научный руководитель — И. И. Гохман), в 1988 году — докторскую диссертацию «Этническая краниоскопия: расовая изменчивость швов черепа современного человека» (монография «Этническая краниоскопия», 1988). Новая методика обеспечила новый взгляд на проблему происхождения уралоязычных народов, вопросы заселения Америки, Японского архипелага и другие.
С 1992 года в сотрудничестве с М. Л. Бутовской занимается этологией приматов, включая человека. Одновременно разрабатывает междисциплинарную концепцию происхождения смеха и юмора, изложенную в книгах «Человек и смех» (2007) и «The Mirror of Laughter» (2010).
В течение многих лет преподавал антропологию на кафедре этнографии и антропологии исторического факультета ЛГУ (ныне СПбГУ); читал курсы по различным антропологическим дисциплинам в нескольких высших учебных заведениях города, в частности, являлся профессором Факультета свободных искусств и наук СПбГУ.
В 1994—1995 годах выступал в качестве эксперта по уголовным делам о возбуждении расовой и национальной розни, доказывая, что отсутствие принципиальных различий между расами делает несостоятельной любую теорию о каком-либо расовом превосходстве.

## Научные интересы
Физическая и культурная антропология, популяционная история Евразии и Америки, этология.
Автор более 300 научных работ.

## [1]Ссылки
- https://kunstkamera.academia.edu/AlexanderKozintsev

- А. Г. Козинцев на сайте Кунсткамеры: https://web.archive.org/web/20160227234939/http://www.kunstkamera.ru/index/museums_structure/research_departments/department_of_physical_antropology/kozincev/
- Статьи Александра Козинцева на сайте Антропогенез.ру

1. ↑  Видеозаписи выступлений А.Г.Козинцева. https://www.academia.edu (март 2025). Дата обращения: 14 марта 2025. Архивировано 22 марта 2025 года.